# Taking Off
Taking Off è un film del 1971 diretto da Miloš Forman, vincitore del Grand Prix Speciale della Giuria al 24º Festival di Cannes. È il primo lungometraggio del regista ceco ad essere stato prodotto negli Stati Uniti.

## Trama
Narra la storia di una famiglia borghese per bene che vive il cambiamento generazionale: la figlia Jenny viene creduta scappata di casa da parte dei genitori, ormai più interessati alle apparenze che alla felicità della figlia, quando in realtà la giovane si è solo recata a delle audizioni artistiche-musicali. Quando la giovane torna a casa, i genitori non si accorgono nemmeno del suo rientro: ormai convinti che lei sia scappata di casa e che non tornerà, si sono iscritti a una società per i genitori dei figli scomparsi dove avviene il vero degrado del borghesismo con una "lezione" di spinelli e in seguito lo strip poker. Il film si conclude con la figlia Jenny che porta a casa il fidanzato, un cantante hippy che afferma di guadagnare milioni scrivendo canzoni sulle droghe, e il padre di lei che si accorge che la figlia è molto più matura e indipendente rispetto a quello che la società dell'epoca vuole far credere.

## Riconoscimenti
- 1971 - Festival di Cannes
  - Grand Prix Speciale della Giuria